# Monument du Millénaire (Budapest)
Le monument du Millénaire (en hongrois : Millenniumi emlékmű ou Ezredévi emlékmű) est un monument commémoratif situé sur la place des Héros de Budapest.

## Histoire
La construction du monument, de 1896 à 1922, s'inscrit dans une série de grands travaux célébrant les mille ans depuis l'arrivée en 896 des Magyars dans le bassin du moyen-Danube, que les historiens et géographes hongrois appellent « plaine pannonienne ». 
Lors de la Seconde Guerre mondiale, le monument est touché par une bombe soviétique. La statue de Léopold II est complètement détruite, la statue de Marie-Thérèse endommagée de la taille vers le bas et la statue de l'empereur François-Joseph est renversée et abîmée au niveau de la tête.
Durant la période communiste, le monument est transformé selon l'idéologie marxiste qui, comme le disaient alors les Hongrois en paraphrasant un slogan officiel, « est la doctrine scientifique qui prépare l'avenir, organise le présent et modifie le passé ». À l'époque où Mátyás Rákosi est à la tête du Parti unique, il est envisagé, conformément au slogan « du passé faisons table rase » tiré du premier couplet de l'Internationale, de tout démolir en raison du « caractère monarchiste, bourgeois et nationaliste » de la statuaire. Finalement un compromis est trouvé : les statues des Habsbourg sont remplacées par Étienne II Bocskai (à la place de Ferdinand Ier du Saint-Empire), par Gabriel Bethlen (à la place de Charles VI du Saint-Empire), par Imre Thököly (à la place de Marie-Thérèse d'Autriche), par François II Rákóczi (à la place de Léopold II du Saint-Empire) et par une statue de Lajos Kossuth (à la place de l'empereur François-Joseph). Les statues remplacées sont transférées dans l'entrepôt du musée de Kiscelli et conservées par le musée historique de Budapest, puis transportées à Sülysáp. En 2002, la statue endommagée de Marie-Thérèse est restaurée et placée dans le Musée des beaux-arts à Budapest. En 2006, les statues de François-Joseph, de Charles III et de Ferdinand Ier sont également rapatriées de Sülysáp afin de rejoindre également le Musée des beaux-arts.

## Architecture
L'édifice termine la perspective formée par l'avenue Andrássy qui s'achève sur la place des Héros.
Il comporte une imposante colonne de 36 mètres de hauteur surmontée d'une statue de l'archange Gabriel constituant le monument aux morts de la guerre de libération de 1848-1849. Le soubassement s'orne d'une statue équestre du chef Árpád entouré des six autres chefs de tribu de l'Honfoglalás. À sa gauche (de l'arrière vers l'avant) Tétény, Ond et Kond puis à sa droite (de l'arrière vers l'avant) Tas, Huba et Előd. 
Il se complète à l'arrière-plan par deux péristyles en demi-cercle dont les arches représentent de gauche à droite : dans le péristyle à gauche, Étienne Ier de Hongrie, Ladislas Ier de Hongrie, Coloman de Hongrie, André II de Hongrie, Béla IV de Hongrie, Charles Robert de Hongrie et Louis Ier de Hongrie ; dans le péristyle à droite, Jean Hunyadi, Matthias Ier de Hongrie, Étienne II Bocskai, Gabriel Bethlen, Imre Thököly, François II Rákóczi et Lajos Kossuth. Sur le portique gauche en haut en face d'Andrássy út se trouve la statue du Travail et de la Bien-être, et de l'autre côté le char de la Guerre. Sur le portique droit en haut en face de l'avenue Andrássy se trouve la statue de la Connaissance et de la Gloire. À l'autre bout en face du char de la Guerre est placé le char de la Paix.

## Transports
Ce site est desservi par la station Hősök tere de la ligne   du métro.